# Calvia (geslacht)
Calvia is een geslacht van lieveheersbeestjes (Coccinellidae). Er zijn slechts 3 soorten beschreven in dit geslacht: Calvia decemguttata, Calvia quatuordecimguttata en Calvia quindecimguttata. De soorten komen verspreid voor in het Palearctisch en Nearctisch gebied.